# B-4 203mm榴弾砲
B-4 203mm榴弾砲 M1931(ロシア語: 203 мм гаубица обр 1931 года（Б-4)はソビエト連邦で開発された榴弾砲である。

## 概要
1931年に制式化され、冬戦争、独ソ戦、継続戦争などで使用された。26キロメートル以内の敵陣地を砲撃できる高射程と高威力を活かし建造物の破壊などを主任務とし、赤軍の勝利に貢献した。
砲架及び揺架はBr-2 152mmカノン砲及びBr-5 280mm臼砲と共通のもので、車輪ではなく装軌式になっているが、動力は内蔵しておらず、自走することはできない。通常の車輪式ではなく履帯式としたのは18tにも及ぶ重量を支える為のもので、軟弱地に展開した際に車輪が地面にめり込むことを防ぐためのものであった。移動の際には砲架尾部に1軸2輪の車輪を備えた砲車を装着し、砲牽引車による牽引を行う。長距離を移動させる際には砲身と砲架を分割し、専用の砲車にて輸送された。このための分割／結合作業には平均して45分から2時間を要した。

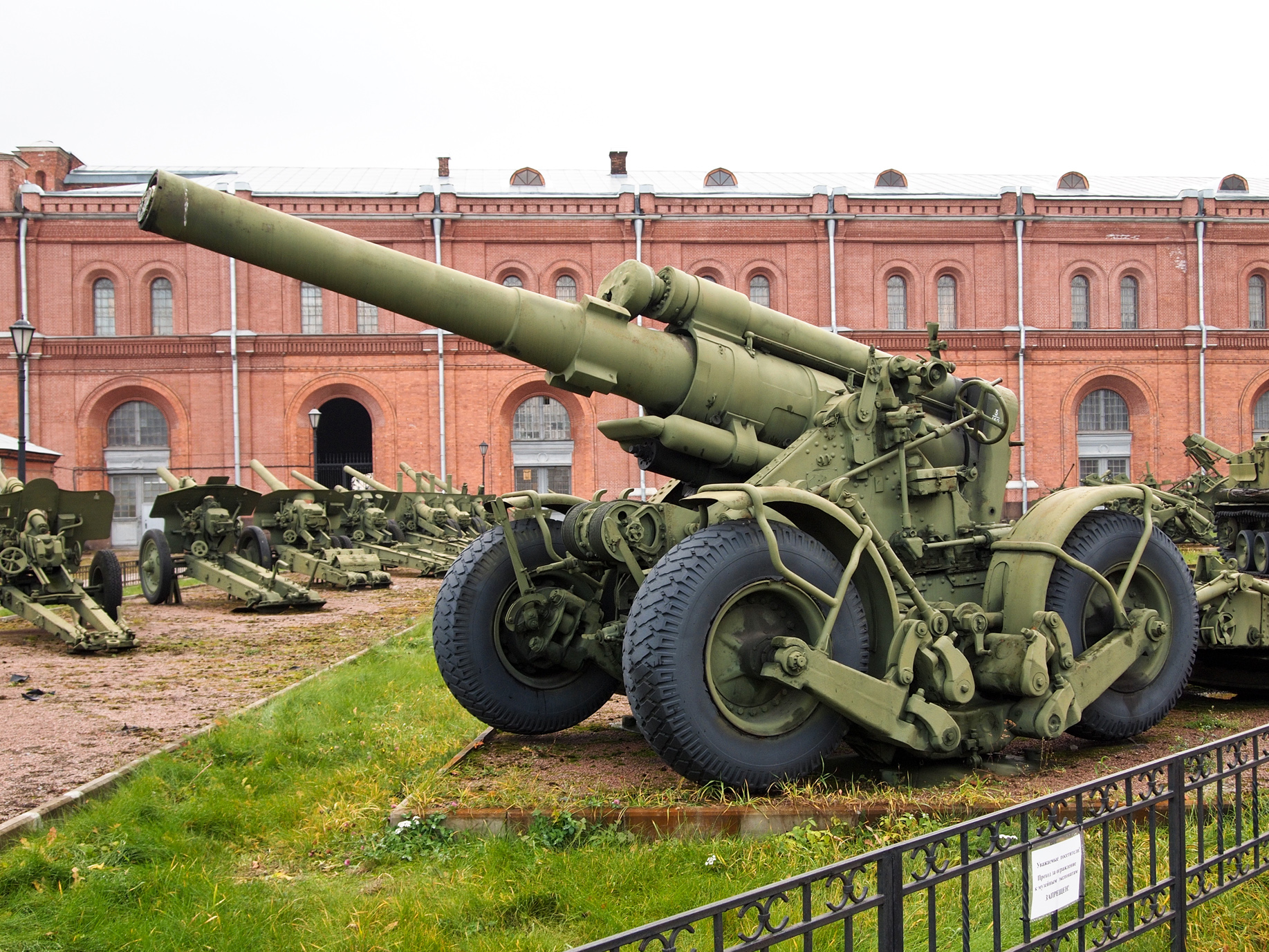
B-4M

第2次大戦後の1950年には独立した車輪架を片側2組、計4輪の大口径車輪を備える方式に改良され、
B-4M 203mm榴弾砲 M1956(ロシア語: 203 мм гаубица обр 1956 года（Б-4М)の名称で装備され、1960年代末には予備兵器とされたものの、書類上は1970年代の末まで装備されている。
また、本砲とその派生型の各重砲に用いられた特徴的な履帯式の砲架は、その後もソビエト/ロシアで開発されたいくつかの火砲のテストベッドとして用いられ、2A46 125mm戦車砲や2A88 152mm縦列連装榴弾砲（2S35 Koalitsia-SV（ロシア語: 2С35 «Коалиция-СВ» ）試作自走砲の搭載砲）等の開発時に用いられている。
赤軍の他、第2次世界大戦後はキューバに供与された。独ソ戦開始当初にはいくつかがドイツ国防軍に鹵獲され、「20.3cm榴弾砲 503/3(r)及び20.3cm榴弾砲 503/5(r)（ドイツ語: 20.3 cm Haubitze 503/3(r), 20.3 cm Haubitze 503/5(r)」として利用された。

## 実戦
B-4 203mm榴弾砲は冬戦争で初めて投入され、その強力な火力でマンネルヘイム線に猛撃を加えた。破壊されたトーチカの残骸から、フィンランド兵は「カレリアの彫刻家」と呼んで恐れた。また独ソ戦でも多くが投入されたが、赤軍は初戦で敗北を重ねて撤退したため、運用されることは少なかった。しかし1945年のベルリンの戦いで多くが投入されおり、ベルリンを防衛するドイツ国防軍、武装親衛隊、国民突撃隊が立てこもる建物や防衛線を完全に破壊した。このことからドイツ兵は「スターリンの鉄槌」と名付けた。だがベルリンの防空を担っていたベルリン高射砲塔には効果がなく、破壊できたのは一角だけであった。

## 使用国

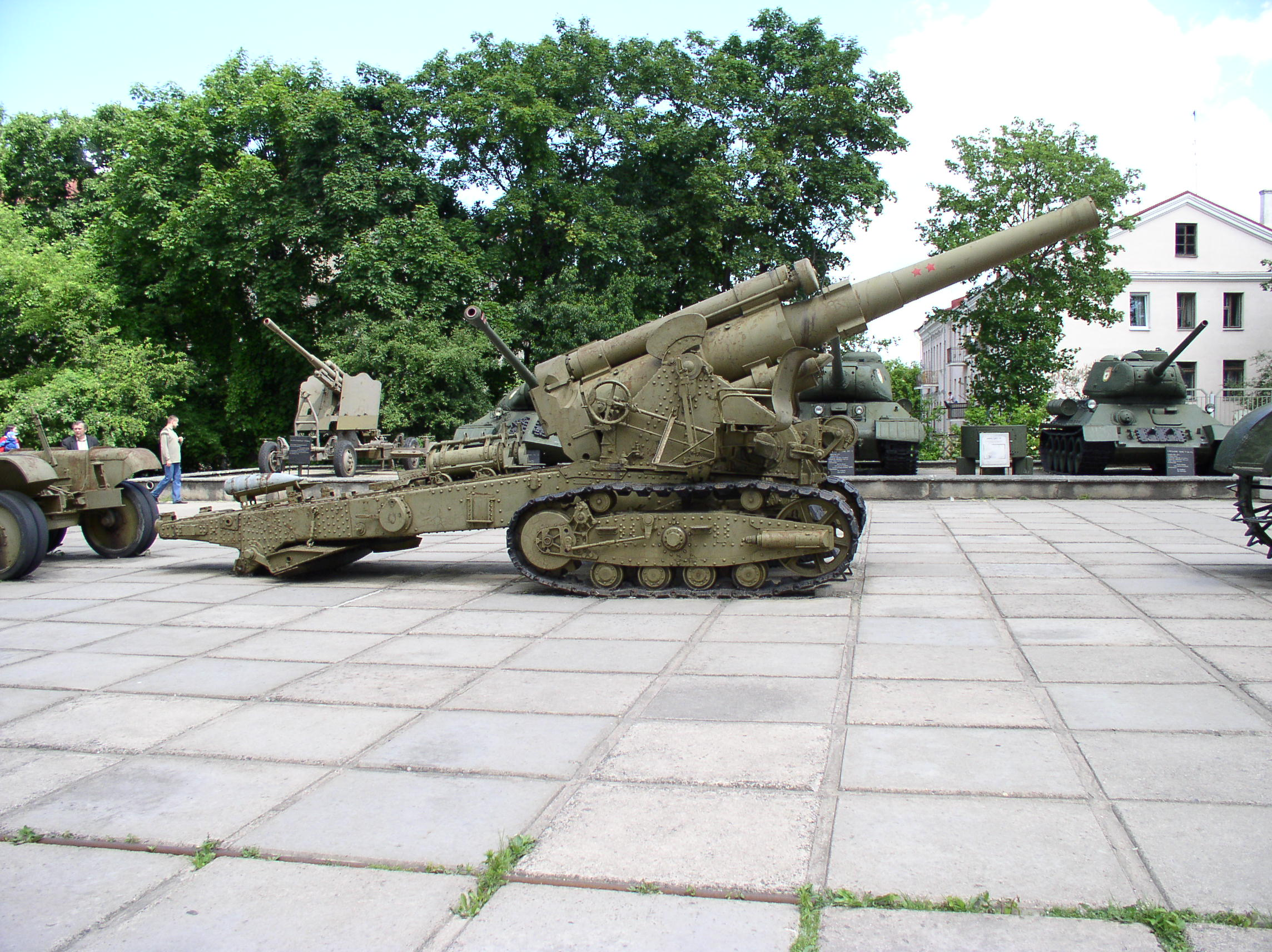
ベラルーシ・ミンスク大祖国戦争博物館に展示されるB-4

- ソビエト連邦
- キューバ（供与）
- ドイツ（鹵獲）